# Razoxan
Razoxan ist ein racemischer Arzneistoff. Der Arzneistoff Dexrazoxan ist das Eutomer bzw. das rechtsdrehende Enantiomer, ist also zu 50 % in Razoxan enthalten.

## Chemie
Razoxan gehört zur Gruppe der Bisdioxopiperazine und leitet sich von Piperazin ab.

## Pharmakologie
Razoxan blockiert als Zytostatikum die Zellteilung zwischen der G2-Phase der Interphase und der Mitose. Vor allem bei Sarkomen und Magen-Darm-Tumoren kann es eine Strahlentherapie unterstützen. Verschiedene Studien zeigen, dass eine kombinierte Therapie mit Razoxan der alleinigen Strahlentherapie überlegen ist.